# 篠原町 (浜松市)
篠原町（しのはらちょう）は静岡県浜松市中央区の町名。丁番を持たない単独町名である。住居表示未実施。

## 地理
浜松市中央区の南西部に位置する。東で高塚町及び小沢渡町、西で坪井町及び舞阪町長十新田、北で入野町・志都呂町・志都呂一丁目・志都呂二丁目・雄踏一丁目と接する。また、新川の河口付近にある飛地は東・西・南で舞阪町舞阪、北は新川の対岸にある雄踏町宇布見と接する。番地は27,000番台まで存在する

### 海
- 太平洋（遠州灘）

### 河川
- 新川
- 篠原川

### 学区
小学校・中学校の学区は以下の通りである。
- 浜松市立篠原小学校
- 浜松市立篠原中学校

## 歴史

### 沿革
- 1889年（明治22年）4月1日 - 町村制の施行により、敷知郡篠原村が周辺の村と合併して敷知郡篠原村となる[WEB 9]。旧村名は篠原村の大字として残る[書籍 1]。
- 1896年（明治29年）4月1日 - 郡制の施行により、篠原村の所属郡が浜名郡に変更となる。
- 1961年（昭和36年）6月20日 – 篠原村が浜松市に編入される。
- 1963年（昭和38年） - 大字篠原から篠原町へ住所表記を変更する[WEB 10]。
- 1969年（昭和44年）10月27日 - 浜松バイパスが開通する。
- 1978年（昭和53年）
  - 3月 - 浜名バイパスが開通する。
  - 4月 - 浜松市立篠原公民館が開館する。
- 1993年（平成5年）12月9日 - 浜松バイパスが4車線化する。
- 1994年（平成6年）12月1日 - 遠鉄ストア篠原店が営業開始する。
- 2007年（平成19年）4月1日 - 浜松市が政令指定都市となる。篠原町は西区の一部となる。
- 2009年（平成21年）2月7日 - 浜松市総合水泳場がオープンする。
- 2024年（令和6年）1月1日 - 浜松市の行政区再編により、篠原町は中央区の一部となる。

## 施設
- 学校法人興福寺学園 幼保連携型認定こども園 花園幼稚園
- 社会福祉法人はなぞの会 幼保連携型認定こども園 さざんかこども園
- 社会福祉法人カナの会 チャイルドスクエア浜松篠原（認可保育園）
- 浜松市立篠原小学校
- 浜松市立篠原中学校
- 浜松市篠原協働センター
- 浜松市西部清掃工場（えこはま）
- 古橋廣之進記念浜松市総合水泳場（愛称：ToBiO（トビオ））
- 静岡県警察浜松西警察署篠原交番
- 浜松いわた信用金庫篠原支店
- 篠原郵便局
- JAとぴあ浜松篠原支店
- 小楠金属工業所 本社・本社工場
- クラベ篠原工場
- HELIOS 本社
- 遠鉄ストア篠原店
- ジップドラッグシーズ（ココカラファイン）篠原店
- セブン-イレブン浜松篠原町店
- ローソン浜松篠原店
- 遠州鉄道浜松東営業所篠原車庫
- 臨済宗妙心寺派 篠原寺（じょうげんじ）
- 臨済宗妙心寺派 長福寺
- 臨済宗妙心寺派 神松山 海蔵院興福寺
- 臨済宗妙心寺派 醫王山 寶林寺
- 臨済宗妙心寺派 玉蔵寺
- 臨済宗妙心寺派  天照山 萬松院（ばんしょういん）
- 臨済宗妙心寺派 秋葉山分院 保泉寺

## 交通

### バス
- 遠鉄バス
  - 12浜名線：（浜松駅 方面 - ）立場 - 札木 - 篠原小学校（ - 馬郡車庫 方面）
  - 16-4小沢渡線（柏原系統）：（浜松駅 方面 - ）市営小沢渡団地 - 柏原東 - 柏原 - 柏原西
  - 16-4小沢渡線（浜松市総合水泳場系統）：（浜松駅 方面 - ）市営小沢渡団地 - 浜松市総合水泳場

### 道路
- 国道1号（浜松バイパス（篠原IC以東）・浜名バイパス（篠原IC以西））
- 国道257号（東海道）
- 静岡県道316号舞阪竜洋線（掛舞線）
- 浜松市道新橋坪井線（さざんか通り）
- 浜松市道志都呂篠原線（秋葉山道（一部））
- 浜松市道篠原31号線（秋葉山道、出口道）
- 浜松市道篠原63号線（麹通り）
- 浜松市道篠原86号線（秋葉山道）
- 浜松市道篠原91号線（秋葉山道）

## その他

### 警察
警察の管轄区域は以下の通りである。
| 番・番地等 | 警察署       | 交番・駐在所 |
| ---------- | ------------ | ------------ |
| 全域       | 浜松西警察署 | 篠原交番     |

### 消防
消防の管轄区域は以下の通りである。
| 番・番地等 | 消防署   | 本署/出張所 |
| ---------- | -------- | ----------- |
| 全域       | 西消防署 | 本署        |

### WEB
1. ↑  “h02_22.csv”.   総務省 (2022年2月10日). 2024年7月22日閲覧。
2. ↑  “chuouku_menseki.xlsx”.   浜松市 (2024年3月12日). 2024年7月22日閲覧。
3. ↑  “静岡県 浜松市中央区 篠原町の郵便番号 - 日本郵便”.   日本郵便. 2025年2月15日閲覧。
4. ↑  “市外局番の一覧”.   総務省 (2022年3月1日). 2024年7月22日閲覧。
5. ↑  “事業所案内及び管轄地域（事務所3件、分室3件）”.   一般社団法人静岡県自動車会議所. 2024年7月22日閲覧。
6. ↑  “住居表示実施状況／浜松市”.   浜松市 (2024年1月4日). 2024年7月22日閲覧。
7. ↑  “住所に使われる「番地」、やたら大きい数字があるのはなぜ？”.   Kosuke Hattori（QuizKnock） (2018年12月17日). 2024年9月10日閲覧。 最後の項目に「まさかの5桁の土地」として記載がある。なお最大の番地は、ゼンリンが発行しているブルーマップ（土地の地番照会用地図）によると、海岸の対象番地が「27501番地」となっている。
8. ↑  “学校名から探す／浜松市”.   浜松市 (2024年1月1日). 2024年7月22日閲覧。
9. ↑  “historyofcities.pdf”.   静岡県総務部合併推進室・財団法人静岡県市町村振興協会. 2024年10月5日閲覧。
10. ↑  “解説ページ”.   株式会社エア. 2024年10月5日閲覧。
11. ↑  “篠原交番｜静岡県警察”.   静岡県警察 (2024年1月1日). 2024年7月22日閲覧。
12. ↑  “消防署の町別管轄「し」／浜松市”.   浜松市 (2024年3月21日). 2024年7月22日閲覧。

### 書籍
1. ↑  『浜松市史 三』浜松市役所、1980年3月26日、176頁。